# Parque Nacional do Monte Roraima
Parque Nacional do Monte Roraima foi criado em 28 de junho de 1989 pelo então presidente da república do Brasil José Sarney, através do Decreto nº 97.887. No parque encontram-se savanas, florestas de altitude e rios de correnteza forte. Também se localizam no parque algumas das mais antigas montanhas da terra, destacando-se o Monte Roraima, além da Terra Indígena Raposa Serra do Sol.

## Geografia
O Parque Nacional Monte Roraima fica no município de Uiramutã, no estado de Roraima. Possui uma área de 116.747,80 hectares.
O parque inclui parte da bacia do rio Cotingo, onde foram feitos planos para uma usina hidrelétrica. A área tem alto potencial para mineração, agricultura, pecuária e ecoturismo, o que resulta em tensão entre a população indígena e os fazendeiros e colonos.

### Topografia e hidrografia
O parque inclui parte da Serra de Pacaraima, que separam o Brasil da Venezuela e da Guiana. É nomeado por conta do Monte Roraima, o mais alto das montanhas tepui, com quase 3.000 metros de altitude, sendo um dos mais altos da cadeia Pacaraima. A montanha tem um topo plano que contém um monumento, o Marco da Triplice Fronteira, onde se encontram as fronteiras da Venezuela, Guiana e Brasil.
As altitudes no parque variam de 920 a 2780 metros. As montanhas geralmente são planas e orladas por penhascos íngremes e parcialmente desnudados, que são cercados por largos frontões cortados por ravinas que se fundem nos relevos dissecados mais baixos da cordilheira de Pacaraima. A Serra do Sol, ao sudeste, tem altitudes de até 2.400 metros.
O parque contém as nascentes dos rios mais setentrionais que correm para o sul na bacia do rio Branco. Estes incluem o rio Cotingo, com suas nascentes no sopé do Monte Roraima, o rio Panari no extremo norte ao sul da serra Caburaí, o rio Maú, que forma a fronteira entre o Brasil e a Guiana, e o rio Uailan. perto das montanhas de Uailan. Os rios Cotingo e Maú possuem trechos contínuos de corredeiras e cachoeiras, incluindo a cachoeira Garã Garã no Maú.

### Meio Ambiente
O Parque Nacional Monte Roraima está no bioma da Amazônia. As temperaturas variam de 2 a 18°C com uma média de 10°C. A precipitação média anual é de 1.900 milímetros. A região possui diversas paisagens ajudam a conservar a biodiversidade, embora careça de espaço. Contém uma área de 9.900 hectares de savanas, 8,7% da área total. Esta área inclui florestas e pastagens. A floresta inclui ecossistemas de planalto e montanhosos. O primeiro tem pequenas manchas de floresta densa com árvores emergentes, enquanto o segundo tem floresta densa com dossel fechado nas encostas, aberto nos cumes e áreas mais planas. Existem várias espécies endêmicas adaptadas ao clima severo da montanha, onde as temperaturas podem variar de 4 a 25°C em um período de 24 horas.

## História

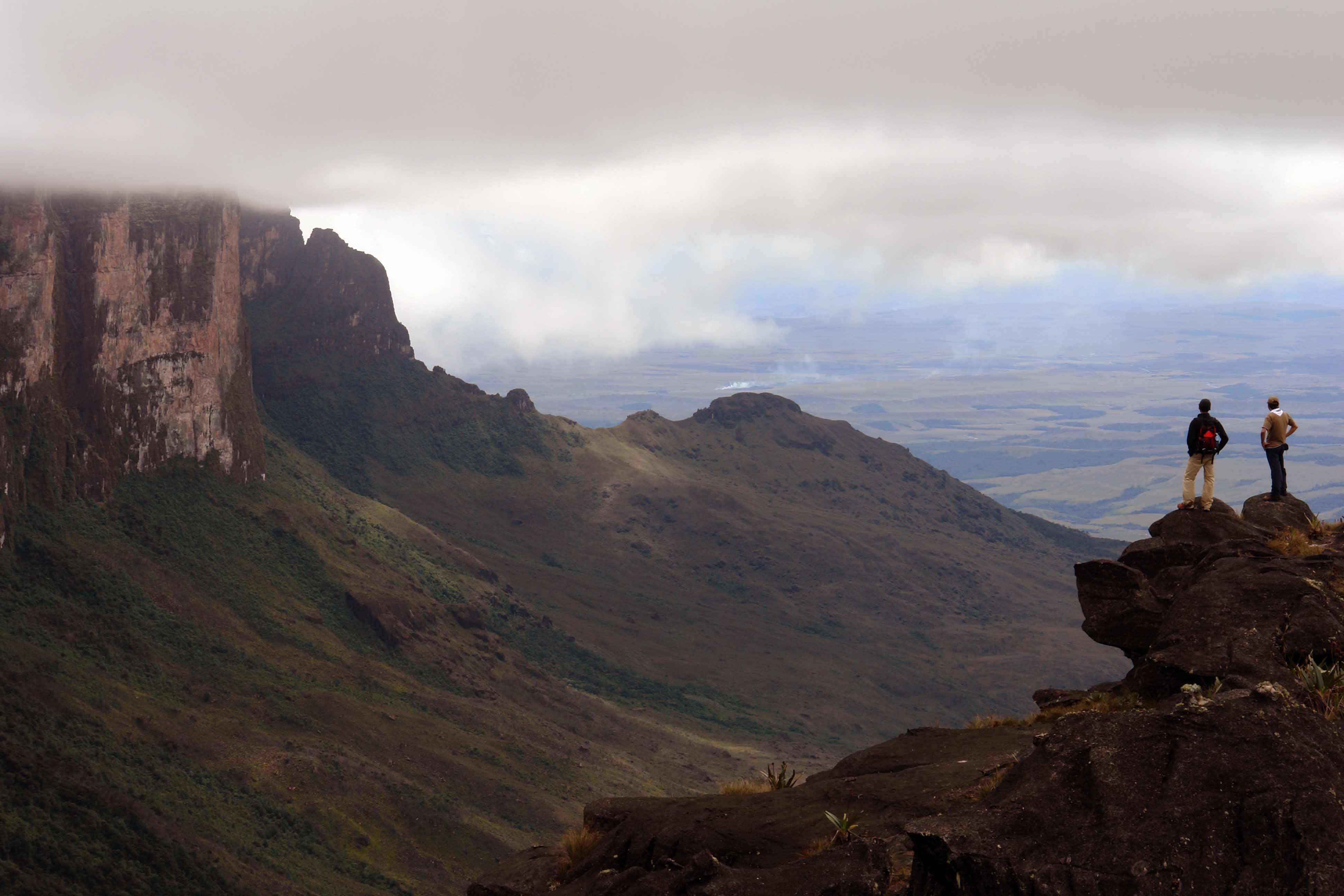
Turistas no topo do Monte Roraima.

O Parque Nacional Monte Roraima foi criado pelo decreto 97.887, de 28 de junho de 1989 e é administrado pelo Instituto Chico Mendes de Conservação da Biodiversidade (ICMBio). É classificado como categoria II da área protegida da IUCN (parque nacional). Os objetivos são a preservação de ecossistemas naturais de grande relevância ecológica e beleza cênica, além de possibilitar pesquisas científicas, educação e interpretação ambiental, recreação em contato com a natureza e turismo ecológico. Já em 1990, os países que participaram do Tratado de Cooperação Amazônica recomendaram a expansão ao sul do Parque Nacional Canaima, na Venezuela, para conectá-lo ao Parque Nacional de Monte Roraima, com uma gestão coordenada do turismo, pesquisa e conservação.
O plano de manejo foi finalizado em maio de 2000. Devido à falta de dinheiro, o parque ainda existia apenas no papel até 2001, quando as Nações Unidas forneceram dinheiro para implementar e administrar parques brasileiros. Os indígenas ficaram preocupados quando o Instituto Brasileiro do Meio Ambiente e dos Recursos Naturais Renováveis (Ibama) começou a implementar o plano de manejo. Isso incluiu a construção de um edifício sede e, potencialmente, a remoção dos povos indígenas ingarikó e macushi do parque. Esses povos usaram a área por muitos anos para caça, agricultura e práticas religiosas. O conflito era difícil de resolver, uma vez que o desocupamento do parque exigiria uma grande mudança legislativa, assim como permitiria que os povos indígenas usassem o parque.
Devido a disputas de terras e o movimento para criar o território indígena de Raposa Serra do Sol, o plano de manejo não foi ratificado pelo ICMBio. A partir de 2002, técnicos do IBAMA trabalharam com os ingarikó na área. Em 15 de abril de 2005, a área foi totalmente destinada à Fundação Nacional do Índio (FUNAI) por meio do dispositivo legal de "dupla afetação" criado pelo governo federal com reconhecimento da Terra Indígena Raposa Serra do Sol. Nos termos do decreto de 15 de abril de 2005, os limites da Terra Indígena Raposa Serra do Sol foram ratificados e o Parque Nacional do Monte Roraima tornou-se propriedade pública da União com o papel de manter os direitos constitucionais dos índios e preservar o meio ambiente.